# Tai To Yan
Tai To Yan est un sommet de Hong Kong situé dans les Nouveaux Territoires, à la limite des districts de Tai Po et de Yuen Long, au sein du parc rural de Lam Tseun. D'une altitude de 566 mètres, le sommet du Tai To Yan est bordé sur ses deux côtés de falaises ou de pentes, prenant la forme d'une lame de couteau. Autrefois, le Tai To Yan était appelé Tai To Joeng en raison d'un malentendu provoqué par l'accent local. Le sommet du Tai To Yan détient le poste de triangulation numéroté 415, relevant de la topographie du ministère des Terres de Hong Kong.

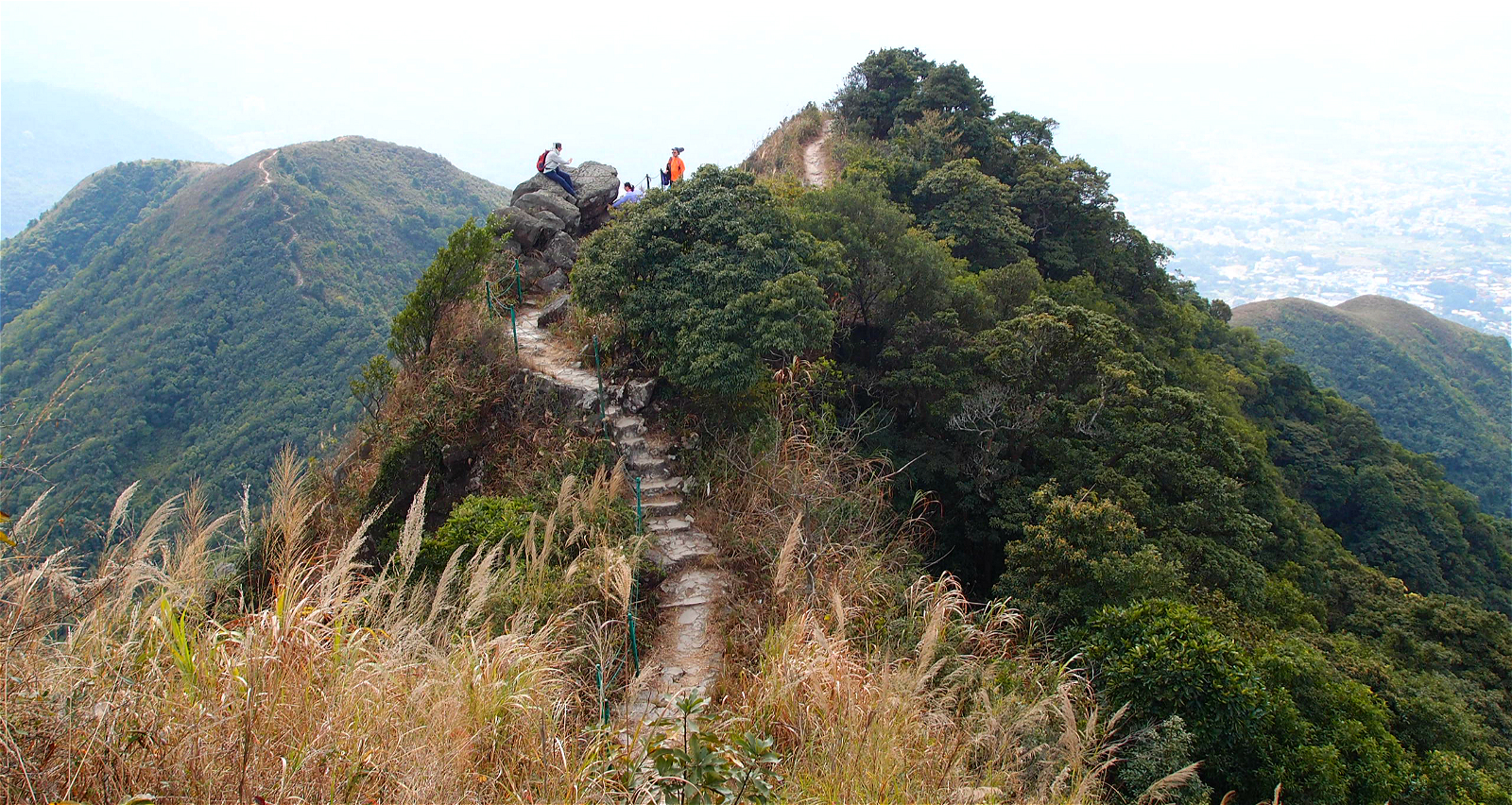
Vue sur la crête du Tai To Yan